# منظمة الحرية والعدالة الإسلامية الإيرانية
منظمة الحرية والعدالة الإسلامية الإيرانية (بالفارسية: سازمان عدالت و آزادی ایران اسلامی) هو حزب سياسي إصلاحي في إيران، ومقره مدينة أصفهان. ويعمل في خمسة عشر محافظة في إيران.

## وصلات خارجية
- الجهاز الرسمي